# 桑野詠真
桑野 詠真（くわの えいしん、1994年10月11日 - ）は、ジャパンラグビーリーグワン静岡ブルーレヴズに所属するラグビー選手。

## プロフィール
- 福岡県出身[1]。
- ポジションはロック(LO)。
- 身長 193 cm、体重 112 kg
- ニックネームはエーシン、クワ。
- 日本代表キャップは2。（2024年9月21日現在）
- U20日本代表スコッドに選ばれたことがある[2]。

## 略歴
2013年、筑紫高校卒業後、早稲田大学に入学する。なお筑紫高校時代、高校日本代表に選ばれたことがある。
2016年、早稲田大学ラグビー蹴球部の主将に就任した。
2017年、早稲田大学卒業後、ヤマハ発動機ジュビロ(現・静岡ブルーレヴズ)に加入。同年9月24日に行われたジャパンラグビートップリーグ第5節のキヤノンイーグルス戦に途中出場で公式戦初出場を果たす。
2024年7月21日に行われたリポビタンDチャレンジカップ2024イタリア
戦にて先発出場で日本代表初キャップ獲得。

## MV出演
- Carnavacation「だれも知らない」[8]。